# La última copa
 La última copa  es un tango cuya letra pertenece a Juan A. Caruso  en tanto que la música es de Francisco Canaro. Fue estrenado el 8 de octubre de 1926 en la voz de Agustín Irusta en la función de la obra homónima de Julio F. Escobar que representó la compañía de Enrique Muiño en el teatro Buenos Aires.
Fue grabado en marzo de 1927 por Agustín Irusta con la orquesta de Francisco Canaro, el 14 de junio de 1927 por Carlos Gardel y, posteriormente, por otros artistas.

## Los autores
Francisco Canaro es el nombre artístico de Francisco Canarozzo (San José de Mayo, Uruguay, 26 de noviembre de 1888 — Buenos Aires, 14 de diciembre de 1964), que fue un compositor de tangos, violinista y director de orquesta.
Juan A. Caruso (La Plata, provincia de Buenos Aires Argentina, 20 de septiembre de 1890 – Buenos Aires, íd., 1 de marzo de 1931 ) fue un periodista, letrista de tango y comediógrafo  con una obra vinculada al tango. Estuvo casado con la actriz Elvira Quiroga desde 1921. Muy joven se trasladó con su familia a vivir en Buenos Aires, donde trabó amistad con jóvenes de la vecindad entre los que se encontraban Francisco Canaro y sus hermanos, Vicente y Ángel Greco, Bardi, Prudencio Aragón, Castriota, el Tano Genaro, el Tuerto Camarano y otros. La primera letra que escribió fue el tango Cara sucia para una música de Canaro. Fue periodista y director de la publicación especializada El Teatro Nacional. Desde 1927 trabajó de secretario de Enrique Muiño y fue representante de la compañía teatral Muiño-Alippi.

## Colaboración entre Canaro y Caruso
Caruso compuso con Canaro los tangos A mí no me den consejos, La brisa, Camarada, Cara sucia, Desengaño, Destellos, Federación,  La garconniere, Los indios, Mi amorcito, Nobleza de arrabal, París, Pedime lo que querés, Pinche,  Pobre pecadora, Se acabaron los otarios, Sentimiento gaucho, El taita ladrón, El timbero, Malandrín, Sos bueno vos también,  Sufra!... , La última copa, Volvé china y  Vos también tenés tu historia; la vidalita Yo tuyo soy, tuyo es mi amor, el vals China ingrata, la zamba China de mi amor, el fox-trot Yo tuve un amorcito, el estilo El brocal y el shimmy La sulamita.

## Historia
En sus memorias, Canaro contó que estando en París recibió una carta de Juan Andrés Caruso pidiéndole pusiera música a una letra suya, solicitud que el músico cumplió. El tango La última copa  era para la obra homónima de Julio F. Escobar que se estrenó el 8 de octubre de 1926, ocasión en que Agustín Irusta cantó el tango por primera vez en público. 
La última copa de la obra no se refería en realidad a una bebida alcohólica; el protagonista es un dramaturgo que se enamora de una mujer de vida galante pero como no está dispuesto a sacrificar sus principios artísticos en aras del beneficio económico, no puede darle la vida que ella pretende, por lo que es abandonado. Hace una última reunión con sus amigos, uno de los cuales canta el tango en cuestión, y luego bebe la copa de veneno que da título a la obra.
Dice José Gobello que este tango se salva por la estupenda música de Canaro y señala que el 14 de marzo de 1920, la revista española Blanco y Negro, muy difundida en Buenos Aires, había publicado el poema Guitarra andaluza del escritor Narciso Díaz de Escovar cuyo inicio decía: 

Echa, compadre, otra copa
 
del vinillo de la tierra; 

¡quiero ver si me emborracho

para no pensar en ella! 

En tanto La última copa empieza: 
 
Eche, amigo, no más écheme y llene
 
hasta el borde la copa de champán, 
 
que esta noche de farra y de alegría
 
el dolor que hay en mi alma quiero ahogar. 

Desde luego que la idea de beber alcohol para dejar atrás las penas. no era nueva ni para la poesía ni para el tango. Basta recordar Mi noche triste y aquello de que y por eso me encurdelo pa olvidarme de tu amor.

## Grabaciones
Entre otras grabaciones de La última copa se encuentran las siguientes:<ref>La última copa. Acceso 9 de julio de 2016.
- Juan Carlos Godoy con la orquesta Alfredo De Angelis el 17 de abril de 1958 para Odeon.
- Guillermo Rico con la orquesta Francisco Canaro el 25 de septiembre de 1956 para Odeon.
- Josefina con la orquesta Leopoldo Federico para CBS-Columbia
- Alberto Morán con la orquesta Osvaldo Pugliese el 6 de octubre de 1953 para Odeon.
- Alberto Castillo con la orquesta Ricardo Tanturi el 29 de abril de 1943 para RCA Victor
- Julio Sosa con la orquesta Luis Caruso en 1948 para Sondor.
- Raúl Del Mar y la voz de Héctor Gagliardi con la orquesta Miguel Caló en 1965 para Columbia
- Jorge Falcón.
- Carlos Gardel.
- Los Panchos.